# 少弐頼澄
少弐 頼澄（しょうに よりずみ）は、南北朝時代の武将。少弐氏9代当主。南朝方の豊前国守護。
父・少弐頼尚や兄・冬資とは袂を分かち南朝方の武将として活動する。主君・懐良親王の意を受け、貞治元年（1362年）に大楽寺へ豊前上毛郡の節丸名等の地の安堵状を発給したり、同貞治2年（1363年）に大楽寺領に対する垂水宮内大夫や大塚孫次郎、荒巻新兵衛入道らの濫妨を停止させている。
天授元年/永和元年（1375年）、水島の変で兄・冬資が九州探題・今川貞世（了俊）に謀殺されて以後は、少弐氏の当主となり肥後国を本拠とする菊池氏らと同盟して貞世ら北朝方の勢力に反抗した。同年10月、懐良親王の意を受け、筑前国の山門庄の領家職を阿蘇社の雑掌に交付している。
南朝の勢力が衰退すると肥後に亡命した。
頼澄は天授4年/永和4年（1378年）、41歳で死去。